# Ionolyce helicon
Ionolyce helicon is een vlinder uit de familie van de Lycaenidae.
De wetenschappelijke naam van de soort werd als Lycaena helicon in 1860 gepubliceerd door Cajetan Freiherr von Felder, die de vlinder zelf op Ambon verzameld had. In 1929 creëerde Lambertus Johannes Toxopeus speciaal voor deze ene soort het geslacht Ionolyce, waarbij hij de op Java verzamelde en door hem benoemde ondersoort javanica als enige lid van het geslacht noemde, waarmee die ondersoort automatisch het type werd. Toxopeus verwees daarbij naar een diagnose van het geslacht in "Treubia" die volgens Gerald Edward Tite (1963) nooit daar of ergens anders verschenen is; de geslachtsnaam is uitsluitend geldig omdat die met maar één soort werd gepubliceerd.